# Термідор
Термідо́р (фр. thermidor, від грец. θέρμη — тепло, жар та δῶρον — дар) — одинадцятий місяць (19/20 липня — 17/18 серпня) французького республіканського календаря, встановленого Конвентом у Франції. Він діяв з жовтня 1793 по 1 січня 1806.
Також термідором називають переворот, що стався 9 термідора ІІ року (27 липня 1794 року), внаслідок якого було ліквідовано якобінську диктатуру.
У переносному сенсі слово «термідор» означає знищення революції та її завоювань руками самих революціонерів, а не її супротивників.